# Idioma de los Aluku, Ndjuka y Paramaka

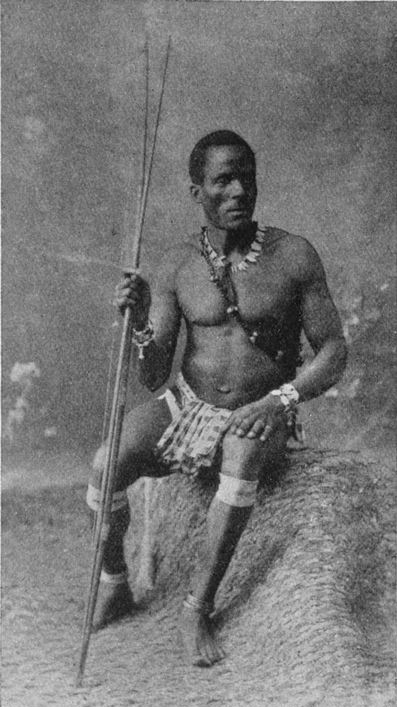

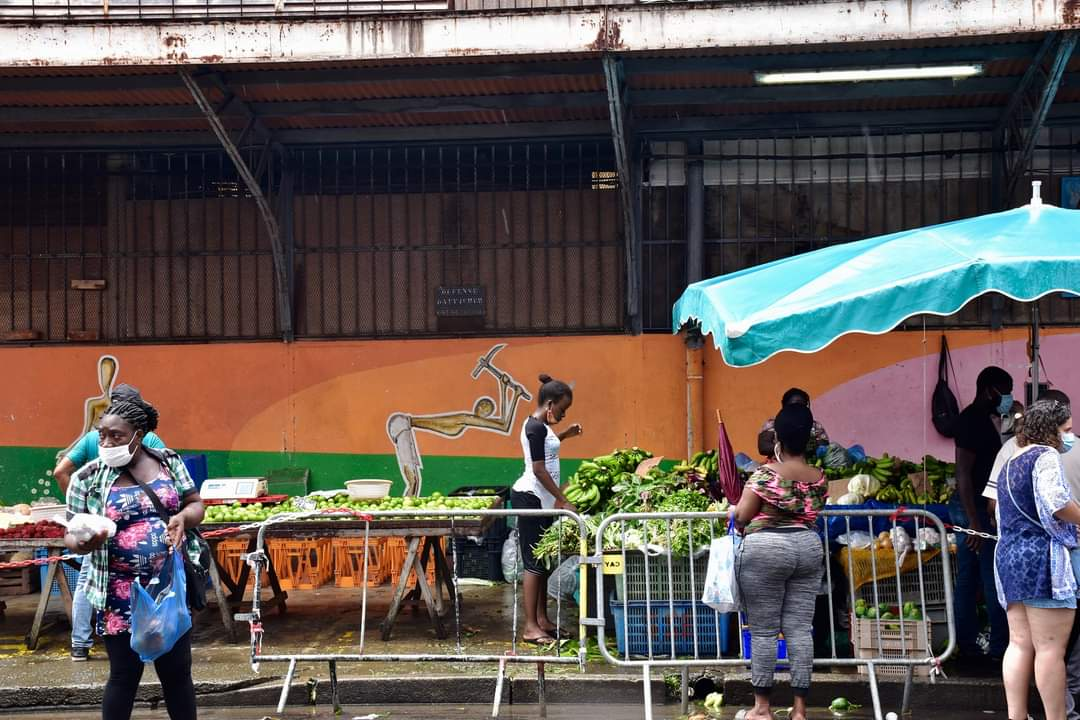

Los idiomas Aluku, Djuka y Saramaca son parte de la familia de bases de datos léxicas del criollo al inglés . El término generalmente utilizado por los lingüistas para referirse a las tres variantes es el de nenge tongo (en aluku y paamaka; pronunciado nenngué ) o el de nengee (en ndjuka). Estos idiomas se distinguen claramente del Saramaka, que es un idioma de la familia criolla con una base léxica portuguesa. Cuidado, el término (generalmente utilizado para designar todos los idiomas de los cimarrones negros, o incluso de sranang tongo ("idioma de Surinam") taki taki no significa el idioma bushinengue sino que significa que se habla antes o se hace demasiado ruido, para hablar en general de las lenguas de los cimarrones negros deben utilizarse los siguientes términos: busi nengue tongo o el nombre de la lengua en cuestión.
Es la lengua de los descendientes de los cimarrones africanos, que históricamente provienen del oeste de Guyana y Surinam, localmente llamados Bushinenge ("hombres de la selva", hombres de la selva; nenge procedente de negro).
Estos idiomas se conocen por los siguientes términos alternativos:
- aloukou o boni por el de los aluku;
- ndyuka, djuka, aukan, okanisi parael el ndjuka  ;
- paamacca o pamaka (este último es un auto-etnónimo) para los Paramaka.

## Características lingüísticas
Estos idiomas tienen cinco vocales, cortas o largas (ejemplos: fo "cuatro", foo "pájaro") y dieciséis consonantes. Excepcionalmente en las lenguas criollas, también presentan un sistema de dos tonos ( lenguaje tonal , ejemplos: díì (alto-bajo) "querido" se opone a dìí (bajo-alto) "tres") que juegan un papel importante. negación. No hay adjetivos per se, sino verbos calificativos. El nombre es invariable (género o número) pero puede, si es necesario, incluir artículos definidos o indefinidos que marquen el número. La construcción del posesivo se realiza por simple yuxtaposición de poseedor/poseído o insertando fu entre el poseído y el poseedor (ejemplos: un kownu pikin; un pikin fu a kownu "la hija del rey"). El verbo también es invariable, pero a menudo está precedido por marcas de tiempo, aspecto o moda. Es un lenguaje SVO .

## Distribución geográfica
En la Guayana Francesa, el aluku se habla en Maroni (comunas de Apatou, Papaichton, Maripasoula, río Lawa ) pero también en las ciudades ( Saint-Laurent-du-Maroni, "pueblo Saramaka" de Kourou, Cayena ), los hablantes se llaman Boni; el ndjuka en la comuna de Grand-Santi sur le Maroni, en la región de Saint-Laurent - Mana, en particular en las carreteras departamentales entre Saint-Laurent y Mana (CD8, CD9 y CD 10); y el paamaka: Langa Tabiki, islas Badaa Tabiki, frente a Apatou. En otros lugares, además de Guyana, se habla aluku en las menudencias de Cottica ( Surinam ); Ndjuka en Surinam, en los ríos Tapanahoni y Cottica, así como por emigrantes en los Países Bajos, mientras que Paamaka se habla en la orilla izquierda del Maroni Medio.

## Número de hablantes
Artículo relacionado: Bushinenge .
- aluku : alrededor de 5.900 en Guyana;
- ndyuka : alrededor de 14.000 en Guyana (más del doble en Suriname);
- paamaca : 2.800 en Guyana (tanto en Surinam)

## Historia
Si los ndjuka y los paramaka son esclavos de fugitivos que escaparon desde el principio de la colonización de Surinam, que estaba entonces bajo el dominio británico hasta 1667, los aluku se formaron más tarde, hacia mediados del siglo XVIII. Los dos primeros firmaron tratados de paz, mientras los aluku se refugiaron en la Guayana Francesa a principios del siglo XIX, donde tomaron el nombre de Boni.

## Publicaciones y medios
Existe un libro "interdialectal" que incluye el boni (es decir, el aluku), el ndjuka y el paramaka, que se ha vuelto a publicar: Lexique et grammaire bushi-nengue (comúnmente llamado takitaki) , M. Bindault (1995).
En 2002, se publicaron cuatro números de un semanario bilingüe francés-nenge (e), A Libi fu A Liba, una publicación que muy probablemente haya sido suspendida desde entonces.
También existe una “Grammaire du nengee - Introducción a los lenguajes Aluku, Ndyuka y Pamaka”, Laurence Goury y Bettina Migge, IRD Editions ( 2 ª  edición, en 2017, revisada con la ayuda de Miéfi Moese).

## Codificación
- Código de idioma IETF  : djk

### Artículos relacionados
- Lingüística

- Lista de idiomas
- Sranan

| v · m Lista de variaciones regionales del inglés | v · m Lista de variaciones regionales del inglés |
| ------------------------------------------------ | --- |
| Reino Unido e Irlanda                            | Inglés del Reino Unido · Pronunciación recibida · Inglés Inglés · Inglés East Anglia · Cockney · English Estuary · Inglés West Country · English Midlands · Brummie · Scouse · North English · Geordie · Inglés Galés · Inglés Escocés · Inglés Highland · Inglés Manx · Inglés Ulster · Inglés Irlandés · Islas del Canal de la Mancha · Gibraltar inglés |
| Estados Unidos                                   | Inglés Americano · American General · Inglés afroamericana · Ebonics · Inglés chicano · acento de Boston · Inglés de California · Inglés New Yorker · Inglés Nueva Inglaterra · América del Norte Inglés central · Inglés Medio Oeste · Inglés Americano de Occidental · América del Sur Inglés                                                            |
| Canadá                                           | Inglés canadiense · Inglés Quebec · Inglés Ontario · Inglés Marítimo · Inglés Terranova |
| Caribe                                           | Inglés caribeño · Inglés jamaiquino · Inglés bahameño · Inglés trinitario · Inglés Belice · Inglés Guyana · Inglés Bermudiano |
| Oceanía                                          | Inglés australiano · Inglés aborigen australiano · Inglés neozelandés |
| Asia                                             | Inglés pakistaní · Inglés indio · Inglés Sri Lanka · Inglés Birmano · Inglés HK · Inglés Singapur · Inglés Malayo · Inglés Filipino |
| África                                           | Inglés Camerún · Inglés Keniano · Inglés Liberiano · Inglés Malauí · Inglés Nigeriano · Inglés Ugandan · Inglés Sudafricano |
| Europa                                           | Inglés Suiza · Inglés Maltés · Maltés / minglish |
| Internacional                                    | Inglés estándar · Internacional Inglés · del Atlántico Medio Inglés · Inglés América del Norte |
| Variedades simplificadas                         | Inglés Básico · Inglés Simple · simplificado Técnica Inglés · Inglés Especial · Globish |
| Criollos ingleses                                | Aluku, ndjuka y paramaka - Criollo ngatik - Criollo jamaicano - Criollo beliceño - Gullah - Sranan - Saramaka - Criollo hawaiano - Criollo australiano - Norfolk - Pitcairnais - Bichelamar - Tok pisin - Pijin |

- Datos: Q2659044